# クソエンドウ

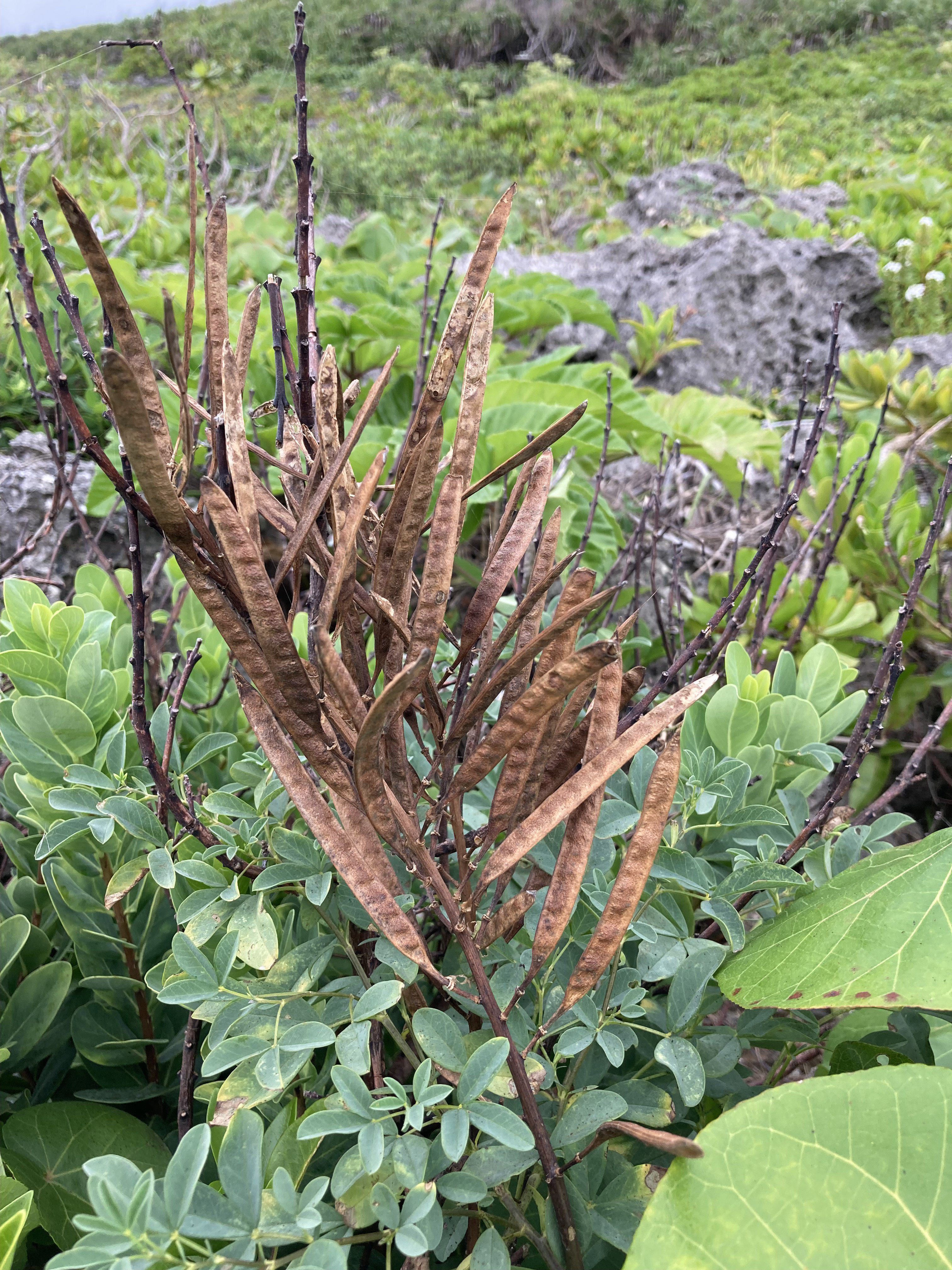
上を向く豆果

クソエンドウ（糞豌豆、学名：Thermopsis chinensis）はマメ科センダイハギ属の多年生草本。
鹿児島県絶滅危惧I類。

## 特徴
草丈20–60cmで、3出複葉の柔らかい葉が互生する。各小葉は倒卵形から楕円形で全縁、長さ1–4cm。托葉は小さく狭卵形から披針形で葉状にならない。和名は葉を揉んだ際に生じる独特の臭いや種子の臭いに由来するとされる。
開花期は冬から春（1–4月）で、長さ1cmほどで淡黄色の蝶形花が集まった総状花序を茎の先端につける。豆果は長さ10cm、幅1cmの帯状で上を向き、中に13–16個前後の種子が入る。
同属のセンダイハギT. lupinoidesは高さ1mに達し小葉は5–8.5cmほど、托葉は長さ3–4cmほどと大きく小葉に似た葉状を呈するなど各部が大型になるが、本種は花色が淡く托葉など各部分が小型である点でセンダイハギと異なる。

## 分布と生育環境
奄美大島～宮古島、小浜島、与那国島、台湾、中国南部（浙江、江蘇、陝西各省）。土砂が堆積した隆起サンゴ礁海岸の岩場や荒れ地、草地に生育する。
同属のセンダイハギは北日本（富山・茨城以北で主に仙台以北）、中国東北部、ロシア極東地方、北米の海岸に分布する。